# Saint-Vincent-sur-Oust
Saint-Vincent-sur-Oust település Franciaországban, Morbihan megyében. Lakosainak száma 1647 fő (2022. január 1.). Saint-Vincent-sur-Oust Bains-sur-Oust, Saint-Perreux, Saint-Jacut-les-Pins, Peillac és La Gacilly községekkel határos.

## Népesség
A település népessége az elmúlt években az alábbi módon változott:
| Lakosok száma | 994  | 1063 | 1112 | 1255 | 1421 | 1446 | 1512 | 1563 | 1584 | 1647 |
|               | 1968 | 1982 | 1990 | 2006 | 2013 | 2015 | 2017 | 2019 | 2020 | 2022 |